# セルジーン
セルジーン・コーポレーション（英: Celgene Corporation）は、がんや炎症・免疫性疾患の領域における医療用医薬品の研究開発・販売を行うバイオテクノロジー企業。アメリカ合衆国・ニュージャージー州・Summitに本部を置き、世界30カ国以上で事業を展開している。ブリストル・マイヤーズ スクイブの完全子会社。日本法人はセルジーン株式会社。

## 沿革
1986年、化学製品メーカーのセラニーズの研究開発チームのメンバーであったDavid StirlingとSol Barerを中心に、バイオテクノロジー事業を行う企業として、同社からのスピンオフにより設立された。翌年NASDAQで株式を公開、1992年にロックフェラー大学からサリドマイドの使用に関するライセンスを取得、1995年にアメリカ食品医薬品局よりサリドマイドに関する拡大アクセスプログラムの承認を受け、1998年には同局より市場における使用を承認された。
2000年代以降は企業買収を積極的に行い、2003年、生物学的療法研究企業のAnthrogenesis Corporationを買収、2008年、コロラド州に拠点を持ち血液がんの新薬に実績を持つPharmion Corporationを買収、2010年、マサチューセッツ州に拠点を持つ抗がん剤メーカーのGloucester Pharmaceuticals Inc.とロサンゼルスに拠点を持つバイオ医薬品メーカーのAbraxis BioScience Inc.を相次いで買収、 2015年、サンディエゴに拠点を持つバイオ医薬品メーカーのReceptos Inc.を買収、 2018年、キナーゼ阻害剤の開発に実績を持つImpact Biomedicinesとシアトルに拠点を持ちCAR-T細胞療法に実績を持つJuno Therapeutics Inc.を相次いで買収した。
2019年11月、ブリストル・マイヤーズ スクイブによるセルジーンの買収が完了、同社の完全子会社となった。
日本法人「セルジーン株式会社」（Celgene K.K.）は、2005年に設立され、東京（JPタワー）にオフィスを持つ。